# Антонин Славичек
Антонин Славичек (чеш. Antonín Slavíček; Праг, 16. мај 1870 — Праг, 1. фебруар 1910) био је чешки сликар.

## Живот
Године 1887, био је уписан на Академију ликовних уметности у Прагу у пејзажну специјалку професора Јулиус Маржака (1832 — 1899. ). Студије је неколико пута морао да прекине услед неслагања са овим професором.
Године 1899. је професор Маржак умро и Славичеку је било привремено поверено вођење ове школе. Хтео је да постане професор али му то није успело и није био примљен. Пејзажна специјалност на прашкој Академији је тада била укинута.
Дана 10. августа 1909. године за време купања доживео је мождани удар. Следио је дуг период његовог лечења када се он трудио да слика левом руком, а експериментисао је и са мртвим природама. Био је разочаран својим резултатима и због тога се одлучио да изврши самоубиство 1. фебруара 1910. године ватреним оружјем.

## Карактеристике и дело
Славичек је значајни представник чешке уметности око 1900. гддине. Пошао је од реализма- расположења, али већ 1898. године почео је стварати бојеним флекама које су изазивале утиске покрета. Био је мајстор у тумачењима светлости и сенке. У каснијим годинама се сусреће са француским импресионистима али импресионизам није утицао на њега. У каснијим радовима је евидентно приклањање слободнијем и сопственом стилу.
Славичек ја често боравио на висоравни у Каменичкама и трудио се да на платну забележи карактеристике и промене у пејзажу.

## Сроднички савези
Антонин Славичек је био ожењен са Бохумилом Бриниховом, које је била јако честа као штафажа на његовим сликама. Имали су скупа троје деце, Еву, Јиржиа и Јан Славичека (1900 — 1970) познатог чешког сликара. Његов зет је био легионарски песник Рудолф Медек, а познати су и унуци, сликар Микулаш Медек (1926 — 1974) и политичар Иван Медек.
Удовица после самоубиства сликара је била принуђена да се стара о деци и удала се за Херберта Масарика 1911. године који је био такође сликар и имала је са њим даљих четворо деце.